# M/Y Silva

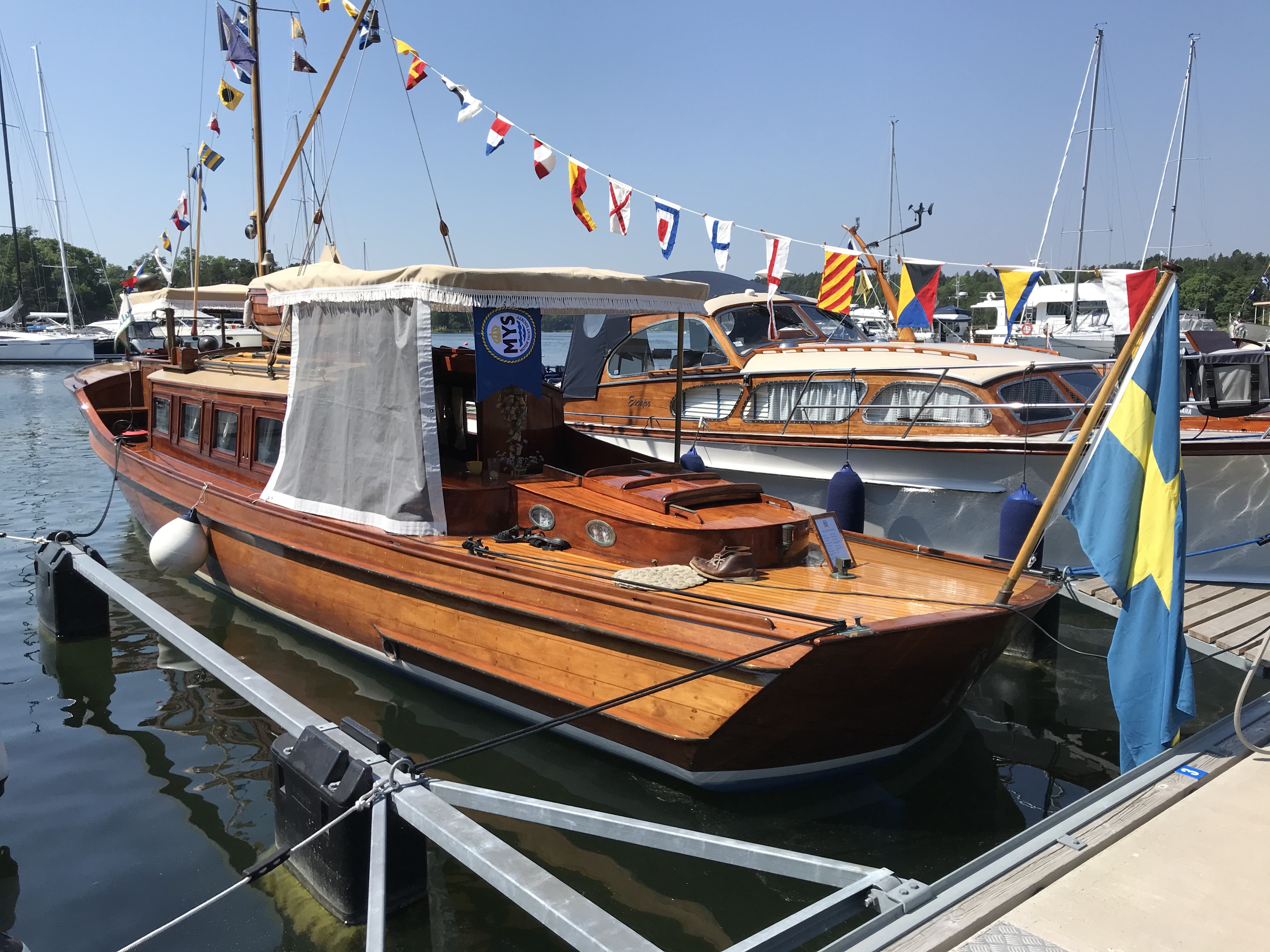
M/Y Silva i Gustavsberg, 2021.

M/Y Silva ritades 1923 av Carl Gustaf Pettersson och byggdes på Landin & Johanssons varv i Önnered i Göteborg för grosshandlaren G W Rundström (född 1879) i Göteborg. Denne hade Silva till sin död 1959. 
Efter förfall på land från 1977 köptes Silva av en familj i Stockholmstrakten 1995 som vrak och har sedan grundligt renoverats.
M/Y Silva är k-märkt.